# 大貝里茲卡
52°12′59″N 33°50′41″E / 52.21639°N 33.84472°E
大貝里茲卡（烏克蘭語：Велика Берізка）是位於烏克蘭東北部的村莊，由蘇梅州紹斯特卡區的中布達市鎮負責管轄。該村處於茲諾比夫卡河左岸，分別距離亞斯納波利亞納、特羅伊茨凱1.5公里和佩雷莫哈3公里，海拔高度161米，2001年人口181。